# Soldanella
El gènere Soldanella consta d'unes 15 espècies molt similars entre si. 10 d'elles són oriündes d'Europa i endèmiques de reduïdes àrees muntanyoses. Vegeten bé en zones de pastures humides i roquedals i en altituds de fins a 3.000 m. Algunes d'aquestes espècies tenen una floració molt precoç (fins i tot abans que es funda la neu) i difícilment floreixen a escassa altitud. S. villosa es troba en els Pirineus occidentals, S. alpina creix silvestre en tots els sistemes muntanyós des dels Pirineus, fins als Apenins italians i Albània, S. montana és endèmica en les muntanyes del centre i sud-est d'Europa.

## Espècies seleccionades
Soldanella alpina

Soldanella austriaca

Soldanella carpatica

Soldanella dimoniei

Soldanella hungarica

Soldanella minima

Soldanella montana

Soldanella pindicola

Soldanella pusilla

Soldanella rhodopea

Soldanella villosa